# ツァイト (タンジェリン・ドリームのアルバム)
『ツァイト』（Zeit、旧邦題『われら、時の深渕より叫びぬ!』）は、ドイツの電子音楽グループ、タンジェリン・ドリームによる3作目のアルバム。彼等の作品としては初の2枚組アルバムである。1972年8月にリリースされ、ピーター・バウマンをバンドに迎えた最初の作品となっている。副題は「Largo in Four Movements」。

## 概要
本作は、前2作に比べ、より緩やかで非旋律的、宇宙的なサウンドとなっている。『オール・ミュージック』誌は本作を、「タンジェリン・ドリームに於ける『スペース・ミュージック』の最も純粋な表現であり、この2枚組アルバムは、一つの旋律から次の旋律へとたゆたうように満ち引きしていく。クラシック的な構造を取り、1つのテーマが文字通り溶けるに連れて、次のセクションへと進んでいくように構成されている」と評した。批評家はしばしば、本作をダーク・アンビエントの最初期の例として評価している。
同じドイツのバンドであるポポル・ヴーのフローリアン・フリッケがモーグ・シンセサイザーの演奏で、4人のチェロ奏者が冒頭の「輝けるプレアデスの誕生」にて、それぞれ参加している。
なお、「Zeit」はドイツ語で「時」を意味する。

## 曲目
全トラックに於いてエドガー・フローゼ、クリストファー・フランケ、ピーター・バウマン作
サイド 1
1. 輝けるプレアデスの誕生 - "Birth of Liquid Plejades" 19:54

サイド 2
1. めざめゆく未明の宇宙 - "Nebelous Dawn" 17:56

サイド 3
1. 超自然の起源 - "Origin of Supernatural Probabilities" 19:34

サイド 4
1. ツァイト(時) - "Zeit" 16:58

## パーソネル
タンジェリン・ドリーム
- エドガー・フローゼ - オーディオ・ジェネレーター、グリス・ギター
- クリストファー・フランケ - キーボード、シンバル、VCS3アナログ・シンセサイザー
- ピーター・バウマン - オルガン、ヴィブラフォン、VCS3アナログ・シンセサイザー

旧タンジェリン・ドリーム
- スティーヴ・シュロイダー - オルガン（「Birth of Liquid Plejades」のアウトロ）

アディショナル・ミュージシャン
- フローリアン・フリッケ - モーグ・シンセサイザー（「Birth on Liquid Plejades」）
- ザ・ケルン・チェロ・カルテット - チェロ（「Birth of Liquid Plejades」のイントロ）

クレジット
- ディーター・ディエクス - レコーディング・エンジニア
- エドガー・フローゼ - カバー・アート
- モニーク・フローゼ - カバー&スリーヴ・·フォトグラフィー